# Acrojana sciron
Acrojana sciron är en fjärilsart som beskrevs av Druce 1887. Acrojana sciron ingår i släktet Acrojana och familjen Eupterotidae. Inga underarter finns listade i Catalogue of Life.